# Монтгомъри (улица в Сан Франциско)
Вижте пояснителната страница за други значения на Монтгомъри.
Монтгомъри (на английски: Montgomery Street) е основна централна улица в Сан Франциско, Калифорния. Ориентацията ѝ е северно-южна и се разпростира на шестнайсет преки от кв. „Телеграф Хил“ на юг до улица „Маркет“. По улицата се намират много банки и финансови компании. Под кръстовището ѝ с ул. „Маркет“ спират БАРТ и МЮНИ. На ул. „Монтгомъри“ №600 се намира Пирамида Трансамерика.